# Walfordita
La walfordita és un mineral de la classe dels òxids. Rep el nom en honor de Phillip Walford (1945-) vicepresident i geòleg en cap de LAC Minerals, Ltd., en el moment en què la companyia minera manté els drets miners a la localitat tipus. Va recollir els primers exemplars.

## Característiques
La walfordita és un òxid de fórmula química (Fe3+,Te6+)Te₃4+O₈. Cristal·litza en el sistema isomètric.
Segons la classificació de Nickel-Strunz, la walfordita pertany a «04.JK - Tel·lurits sense anions addicionals, sense H₂O» juntament amb els següents minerals: winstanleyita, spiroffita, zincospiroffita, balyakinita, rajita, carlfriesita, denningita, chekhovichita, smirnita, choloalita, fairbankita, plumbotel·lurita, magnolita, moctezumita, schmitterita i cliffordita.

## Formació i jaciments
Va ser descoberta al pou Wendy de la mina Tambo, situada a la província d'Elqui, a la regió de Coquimbo, Xile, on sol trobar-se associada a altres minerals com: alunita, rodalquilarita, or, emmonsita, jarosita i pirita. Es tracta de l'únic indret en tot el planeta on ha estat trobada aquesta espècie mineral.